# Reichertella simplicinervis
Reichertella simplicinervis är en tvåvingeart som först beskrevs av Oswald Duda 1928.  Reichertella simplicinervis ingår i släktet Reichertella och familjen dyngmyggor. Inga underarter finns listade i Catalogue of Life.